# İ
İ (i s tečkou) je varianta písmena I v některých turkických jazycích, jako třeba turečtina nebo ázerbájdžánština. V těchto jazycích nejsou velké a malé písmeno I v páru tak, jak je to známé ze zápisu slovanských, germánských a románských jazyků v Evropě, tedy v kombinaci I a i. V jazycích používajících písmeno İ existují dva páry písmen a sice İ a i a druhým párem jsou písmena I a ı. Písmeno İ obvykle označuje hlásku, jejíž fonetický symbol je [i] (stejná jako „evropské“ i – zavřená přední nezaokrouhlená samohláska), zatímco I označuje hlásku, jejíž fonetický symbol je [ɯ] (zavřená zadní nezaokrouhlená samohláska).
| znak | forma     | Unicode | česká klávesnice | HTML entita                       | LaTeX | Windows | turecká výslovnost                           |
| ---- | --------- | ------- | ---------------- | --------------------------------- | ----- | ------- | -------------------------------------------- |
| I    | majuskule | U+0049  | ⇧ Shift+I        | &#73; &#x00049;                   | I     |         | [ɯ] zavřená zadní nezaokrouhlená samohláska  |
| ı    | minuskule | U+0131  | Alt Gr+⇧ Shift+I | &#305; &imath; &inodot; &#x00131; | \i    | Alt+213 | [ɯ] zavřená zadní nezaokrouhlená samohláska  |
| İ    | majuskule | U+0130  | —                | &#304; &Idot; &#x00130;           | \.I   |         | [i] zavřená přední nezaokrouhlená samohláska |
| i    | minuskule | U+0069  | I                | &#105; &#x00069;                  | i     |         | [i] zavřená přední nezaokrouhlená samohláska |